# Cebolais de Cima
Cebolais de Cima ist ein Ort und eine ehemalige Gemeinde (Freguesia) im portugiesischen Kreis Castelo Branco. Die Gemeinde hatte 1026 Einwohner (Stand 30. Juni 2011).
Am 29. September 2013 wurden die Gemeinden Cebolais de Cima und Retaxo zur neuen Gemeinde União das Freguesias de Cebolais de Cima e Retaxo zusammengeschlossen. Cebolais de Cima ist Sitz dieser neu gebildeten Gemeinde.